# Fatima Yusuf
Fatima Yusuf (ur. 2 maja 1971 w Owo) – nigeryjska lekkoatletka, sprinterka. Srebrna medalistka olimpijska z Atlanty i olimpijka z Sydney, czterokrotna uczestniczka mistrzostw świata, pięciokrotna mistrzyni Afryki, siedmiokrotna złota medalistka igrzysk afrykańskich, mistrzyni igrzysk Wspólnoty Narodów, mistrzyni świata juniorów.
Jej mąż Adewale Olukoju również uprawiał lekkoatletykę, specjalizował się w rzucie dyskiem i pchnięciu kulą.

## Przebieg kariery
W 1988 była uczestniczką drugich w historii mistrzostw świata juniorów, na nich startowała w konkurencji biegu na 400 m i zajęła 5. pozycję w eliminacjach. Rok później zdobyła pierwsze w karierze medale mistrzostw Afryki, na czempionacie w Lagos otrzymała srebrny medal w konkurencji biegu na 400 m oraz złoty medal w konkurencji sztafety 4 × 400 m. W 1990 została mistrzynią igrzysk Wspólnoty Narodów (w konkurencji biegu na 400 m, czasem 51,08 ustanowiła nowy rekord Afryki w tej konkurencji), jak również wywalczyła jedyny w karierze tytuł mistrzyni świata juniorów w konkurencji biegu na 400 m. Dwa miesiące później uczestniczyła w rozgrywanych w Kairze mistrzostwach Afryki seniorów, skąd przywiozła wywalczone tu cztery złote medale (m.in. w konkurencjach biegowych na dystansie 200 i 400 m). W 1991 brała udział w mistrzostwach świata rozgrywanych zarówno w hali, jak i na stadionie, w żadnym z tych występów nie zdobyła medalu. Startowała na igrzyskach afrykańskich w Kairze, tam zdobyła dwa złote medale (w konkurencji biegu na 400 m indywidualnie i w sztafecie) i jeden srebrny (w konkurencji biegu na dystansie 200 m).
Do intensywnych startów w zawodach międzynarodowych powróciła w 1994 roku. Brała udział w igrzyskach Wspólnoty Narodów, które odbyły się w Victorii. Zdobyła tutaj srebrny medal w konkurencji biegu na 400 m. W 1995 została dwukrotną złotą medalistką igrzysk afrykańskich w konkurencji biegu na 400 m zarówno indywidualnie, jak i w sztafecie. Ponadto wystąpiła w dwóch konkurencjach rozgrywanych na mistrzostwach globu w Göteborgu – na dystansie 400 m indywidualnie zajęła w fazie finałowej 5. miejsce, natomiast w sztafecie zajęła 6. miejsce (też w finale konkurencji).
Na igrzyskach olimpijskich w Atlancie wywalczyła srebrny medal w konkurencji sztafety 4 × 400 m, w finale tejże konkurencji uzyskała z koleżankami z zespołu czas 3:21,04. Na tym samym dystansie startowała też indywidualnie, w finale zajęła 6. miejsce z rezultatem czasowym 49,77.
W 1997 uczestniczyła w mistrzostwach świata, w ramach których była członkinią nigeryjskiej sztafety 4 × 400 m. Zespół z jej udziałem awansował do finału i zajął ostatecznie 7. miejsce. W kolejnych latach kariery przystępowała do startów głównie w konkurencjach biegowych na krótszych dystansach (100 m, 200 m). W 1999 roku zajęła 6. miejsce w finale konkurencji biegu na 200 m. Na igrzyskach afrykańskich w Johannesburgu otrzymała trzy złote medale, w konkurencjach biegu na 200 m oraz biegu sztafet 4 × 100 m i 4 × 400 m.
W drugim i ostatnim olimpijskim występie, który miał miejsce w Sydney, startowała wyłącznie w konkurencji biegu na 200 m. Odpadła w ćwierćfinale, zajmując w tej fazie 6. miejsce z rezultatem czasowym 23,21.

## Osiągnięcia
| Rok     | Zawody                      | Miasto          | Miejsce | Konkurencja        | Wynik   |
| ------- | --------------------------- | --------------- | ------- | ------------------ | ------- |
| 1988    | Mistrzostwa świata juniorów | Greater Sudbury | 5. H    | bieg na 400 m      | 56,35   |
| 1989    | Mistrzostwa Afryki          | Lagos           | srebro  | bieg na 400 m      | 52,30   |
| 1989    | Mistrzostwa Afryki          | Lagos           | złoto   | sztafeta 4 × 400 m | 3:33,12 |
| 1990    | Igrzyska Wspólnoty Narodów  | Auckland        | złoto   | bieg na 400 m      | 51,08   |
| 1990    | Igrzyska Wspólnoty Narodów  | Auckland        | brąz    | sztafeta 4 × 100 m | 44,67   |
| 1990    | Mistrzostwa świata juniorów | Płowdiw         | DSQ SF  | bieg na 200 m      | N/A     |
| 1990    | Mistrzostwa świata juniorów | Płowdiw         | złoto   | bieg na 400 m      | 50,62   |
| 1990    | Mistrzostwa świata juniorów | Płowdiw         | DSQ     | sztafeta 4 × 400 m | N/A     |
| 1990    | Mistrzostwa Afryki          | Kair            | złoto   | bieg na 200 m      | 23,19   |
| 1990    | Mistrzostwa Afryki          | Kair            | złoto   | bieg na 400 m      | 50,85   |
| 1990    | Mistrzostwa Afryki          | Kair            | złoto   | sztafeta 4 × 100 m | 45,06   |
| 1990    | Mistrzostwa Afryki          | Kair            | złoto   | sztafeta 4 × 400 m | 3:40,04 |
| 1990    | Finał Grand Prix IAAF       | Ateny           | srebro  | bieg na 400 m      | 50,96   |
| 1991    | Halowe mistrzostwa świata   | Sewilla         | DSQ H   | bieg na 400 m      | N/A     |
| 1991    | Mistrzostwa świata          | Tokio           | 6. SF   | bieg na 400 m      | 50,91   |
| 1991    | Mistrzostwa świata          | Tokio           | 5.      | sztafeta 4 × 400 m | 3:24,45 |
| 1991    | Igrzyska afrykańskie        | Kair            | srebro  | bieg na 200 m      | 22,84   |
| 1991    | Igrzyska afrykańskie        | Kair            | złoto   | bieg na 400 m      | 50,71   |
| 1991    | Igrzyska afrykańskie        | Kair            | złoto   | sztafeta 4 × 400 m | 3:31,05 |
| 1994    | Igrzyska Wspólnoty Narodów  | Victoria        | srebro  | bieg na 400 m      | 50,53   |
| 1994    | Puchar Świata               | Londyn          | srebro  | bieg na 400 m      | 50,80   |
| 1995    | Mistrzostwa świata          | Göteborg        | 5.      | bieg na 400 m      | 50,70   |
| 1995    | Mistrzostwa świata          | Göteborg        | 6.      | sztafeta 4 × 400 m | 3:27,85 |
| 1995    | Igrzyska afrykańskie        | Harare          | złoto   | bieg na 400 m      | 49,43   |
| 1995    | Igrzyska afrykańskie        | Harare          | złoto   | sztafeta 4 × 400 m | 3:27,51 |
| 1996    | Igrzyska olimpijskie        | Atlanta         | 6.      | bieg na 400 m      | 49,77   |
| 1996    | Igrzyska olimpijskie        | Atlanta         | srebro  | sztafeta 4 × 400 m | 3:21,04 |
| 1997    | Mistrzostwa świata          | Ateny           | 7.      | sztafeta 4 × 400 m | 3:30,04 |
| 1999    | Mistrzostwa świata          | Sewilla         | 6.      | bieg na 200 m      | 22,42   |
| 1999    | Igrzyska afrykańskie        | Johannesburg    | złoto   | bieg na 200 m      | 22,45   |
| 1999    | Igrzyska afrykańskie        | Johannesburg    | złoto   | sztafeta 4 × 100 m | 43,28   |
| 1999    | Igrzyska afrykańskie        | Johannesburg    | złoto   | sztafeta 4 × 400 m | 3:29,22 |
| 2000    | Mistrzostwa Afryki          | Algier          | brąz    | bieg na 200 m      | 23,27   |
| 2000    | Igrzyska olimpijskie        | Sydney          | 6. QF   | bieg na 200 m      | 23,21   |
| Źródło: |                             |                 |         |                    |         |

## Rekordy życiowe
- bieg na 100 m – 12,29 (16 czerwca 2001, Sacramento)
- bieg na 200 m – 22,28 (24 sierpnia 1999, Sewilla)
- bieg na 400 m – 49,43 (15 września 1995, Harare)
- sztafeta 4 × 400 m – 3:21,04 (3 sierpnia 1996, Atlanta)

Halowe
- bieg na 200 m – 23,50 (2 marca 1996, Lincoln)
- bieg na 400 m – 52,63 (12 lutego 1996, Maebashi)

Źródło: 
Yusuf jest pierwszą afrykańską lekkoatletyką, która przebiegła dystans 400 m w czasie poniżej 50 sekund. Jest również obecną rekordzistką Afryki juniorów w konkurencji biegu na 400 m (z czasem 50,59 uzyskanym 5 sierpnia 1990 w Budapeszcie).